# کامیونیتی هلث سیستمز
کامیونیتی هلث سیستمز (انگلیسی: Community Health Systems) شرکت مراقبت سلامت آمریکایی است، که در سال ۱۹۸۵ تأسیس شد.